# Orsine Koorndijk
Orsine Johanna Koorndijk (Paramaribo, 23 november 1948 - Amsterdam, 8 april 2019) was een Surinaamse schrijfster. Zij publiceerde ook onder het pseudoniem Oni. Zij veranderde haar oorspronkelijke achternaam Nicol in 2008 in Koorndijk.

## Leven
Orsine Koorndijk emigreerde in september 1967 op 18-jarige leeftijd vanuit Suriname naar Nederland. Op 18 mei 1973 keerde ze terug naar Suriname, waar ze werkte als onderwijzeres. Ze kreeg door de armoedige toestand van Suriname die zij zag onder de plaatselijke bevolking - destijds nog onder koloniaal bewind van Nederland - inspiratie om dit van zich af te schrijven, middels vele kladblokjes. In 1975 kreeg zij van de Sticusa een (gedeelde) stimuleringsprijs voor poëzie in het Sranantongo, maar ze zou voornamelijk in het Nederlands blijven schrijven. Ze hoorde tot de nationalistische dichters en debuteerde in 1977 met de bundel  'n Antwoord. In hetzelfde jaar maakte zij deel uit van het eerste bestuur van Schrijversgroep '77. Van 1976 - 1978 was zij onderwijzeres ("juf Nicol") te Brownsweg, in het district Brokopondo. Van 1978 - 1980 was zij onderwijzeres in de hoofdstad Paramaribo. Na de militaire Sergeantencoup van 1980 keerde zij in maart terug naar Nederland om zich met haar 3 zonen te herenigen. Orsine vestigde zich het eerste jaar in Amsterdam en verhuisde begin 1981 naar Nijmegen. Zij ging vervolgens studeren aan de Sociale Academie de Horst in Zeist, waar zij het diploma Cultureel werkster behaalde en begon vervolgens als sociaal-cultureel werkster en ook nog als opbouwwerkster. Zij was mede-oprichtster van de actiegroep Black People in Holland Against Apartheid en ook oprichtster van de eerste Surinaamse wandelgroep, die meedeed met de wandelvierdaagse Nijmegen. In de zomer van 1988 vestigde zij zich wederom in Amsterdam-Zuidoost in de flat Kikkenstein, waar zij een stortvloed aan studies en sociale contacten aanging. Zij behaalde het doctoraaldiploma in de gerontologie aan de Vrije Universiteit Amsterdam. Ook behaalde zij het diploma Agoog dat zich bezig hield met de ouder wordende mens. Zij werd ook adjunct-directrice van het Afro-cultureel centrum Kwakoe in Amsterdam-Zuidoost. In 1992 ontsnapte zij met haar gezin op het nippertje aan de dood bij de Bijlmerramp. In december 2004, op 56-jarige leeftijd, kreeg ze een hersenbloeding en kwam in diverse revalidatiecentra terecht: de Hermitage, de Overtoom, Lievegoed Smaragd en vanaf 2015 bij Cordaan, Otto Heldringstraat 13P. In de eerste week van april 2019 ontstond nierfalen, een niet-functionerende lever, baarmoederhalskanker met vaginale bloeding, die ze al 2 maanden daarvoor had gekregen. Ze belandde in een delier om vervolgens op 8 april, omstreeks 21:25 u, hieraan te bezwijken. Orsine Koorndijk werd 70 jaar en werd op dinsdag 16 april 2019 in besloten club begraven op Begraafplaats Buitenveldert in Amsterdam.
Haar roman  Gudu... syu... syu; Het orakel van Paramaribo uit 2007 voert de persoon Mye ten tonele; vanuit haar ervaringen in een katholiek meisjesinternaat in Paramaribo, vertelt zij van alles over het leven in het Paramaribo van de 20ste eeuw en de cultuur van verzwijgen. Zij vertelt o.m. over de prostituee Maxi Linder die eerder in de roman  De koningin van Paramaribo  van Clark Accord werd opgevoerd.

## Werken
- Orsine Nicol,  'n Antwoord (1977; dichtbundel).
- Orsine Nicol, Mijn Surinaamse ik (1984, gedicht in de bloemlezing  Mijn Surinaamse ik, samengesteld door Dolf Verroen en Nannie Kuiper)
- Orsine Nicol 'Oni', Oema tori/Vrouwenverhaal (1984, gedicht in de bloemlezing Geluiden/Opo sten, onder redactie van G. Ashruf e.a.)
- Orsine Koorndijk,  Gudu... syu... syu; Het orakel van Paramaribo (2007; roman)